# Hagyomány és evolúció
A Hagyomány és evolúció Magyarország legjelentősebb szakácsversenye. 2006-ban hívta életre a Magyar Gasztronómiai Egyesület (MGE) azzal a céllal, hogy a Bocuse d’Or magyar indulóját kiválasszák. Céljai szerint „A Hagyomány és evolúció eszköz arra, hogy a magyar szakácsok továbbképezhessék magukat, bővítsék anyagismeretüket, technológiai tudásukat, csiszolják ízlésüket.”

## Történelem
A versenyt első alkalommal 2006-ban rendezték meg; a szervezésbe bevonták a Magyar Nemzeti Gasztronómiai Szövetséget és az Étrend Magyar Konyhafőnökök Egyesületét is. Győztese, Bicsár Attila (Alabárdos Étterem, Budapest) lett volna a 2007-es Bocuse d’Or magyar indulója, azonban a lyoni verseny szervezői elutasították a magyar jelentkezést.
A 2009-es Bocuse d’Or 2008-as európai selejtezőjének szervezőbizottsága Magyarországról a Magyar Nemzeti Gasztronómiai Szövetség (MNGSZ) pályázatát fogadta el a másik pályázó MGE-é helyett. A 2011-es verseny hazai selejtezőjét a Bocuse d’Or Hungary Akadémia bonyolította le, összesen 11 résztvevővel. Az ezzel párhuzamosan zajló Hagyomány és evolúción ezzel szemben 36-an indultak, és a legismertebb étteremkalauzok rangsorai alapján a mezőny erőssége is jóval meghaladta a Bocuse d’Or selejtezőjéét.
A negyedik, 2012-es Hagyomány és evolúción a feltételek már gyakorlatilag megfeleltek a Bocuse d’Or szakácsversenyen megszabottakkal.
A Bocuse d'Or 2015 magyarországi selejtezője a Hagyomány és evolúció lesz.

## Eredmények
| Év          | 1.                                                       | 2.                                                       | 3.                                         |
| ----------- | -------------------------------------------------------- | -------------------------------------------------------- | ------------------------------------------ |
| 2006(–2007) | Bicsár Attila (Alabárdos Étterem, Budapest)              |                                                          |                                            |
| 2007(–2008) | Széll Tamás (Onyx Étterem, Budapest)                     | Molnár Gábor (Klassz Bisztró, Budapest)                  | Sárközi Ákos (Alabárdos Étterem, Budapest) |
| 2009(–2010) | Széll Tamás (Onyx Étterem, Budapest)                     | Horváth Szilveszter (La Maréda Étterem és Bisztró, Győr) | Varjú Viktor (Bock Bisztró, Budapest)      |
| 2011(–2012) | Horváth Szilveszter (La Maréda Étterem és Bisztró, Győr) | Fodor Sándor (Onyx Étterem, Budapest)                    | Galgóczi Gábor (Onyx Étterem, Budapest)    |